# Pseudaulacaspis biformis
Pseudaulacaspis biformis är en insektsart som beskrevs av Sadao Takagi 1956. Pseudaulacaspis biformis ingår i släktet Pseudaulacaspis och familjen pansarsköldlöss. Inga underarter finns listade i Catalogue of Life.